# Kai Bumann
Kai Bumann (ur. 16 sierpnia 1961 w Berlinie, zm. 2 czerwca 2022 w Nowym Targu) – niemiecki dyrygent, pedagog i profesor sztuk muzycznych, profesor Akademii Muzycznej im. Stanisława Moniuszki w Gdańsku.

## Życiorys

### Wykształcenie
Absolwent wydziału dyrygentury Uniwersytetu Artystycznego w Berlinie.

### Działalność artystyczna za granicą
Jego początek działalności artystycznej to rok 1986, gdzie rozpoczął pracę jako korepetytor operowy w Trewirze i Fryburgu Bryzgowijskim. W 1989 został pierwszym dyrygentem teatru muzycznego w Detmold, a w sezonie 1992/1993 objął w nim stanowisko dyrektora artystycznego. W Detmlod kierował premierami: Lady Makbet mceńskiego powiatu Szostakowicza, Salome Straussa i Lulu Berga. W latach 1986–1992, jako dyrygent, współpracował na stałe z wieloma teatrami operowymi w Niemczech. W 1996 został pierwszym dyrygentem w Staatstheater w Wiesbaden gdzie zrealizował premierę Czarodziejskiego fletu Mozarta, Cyrulika Sewilskiego Rossiniego, Aidę Verdiego i Toscę Pucciniego. W latach 1998–2003 gościł regularnie w berlińskiej Deutsche Oper dyrygując m.in. Czarodziejskim fletem. Od 1998 był dyrektorem artystycznym i pierwszym dyrygentem Schweizer Jugend-Sinfonie-Orchester w Zurychu.

### Działalność artystyczna w Polsce
Przez wiele lat był blisko związany z polską sceną i estradą muzyczną. Po zdobyciu II nagrody w Międzynarodowym Konkursie Dyrygenckim w Genewie w 1994 rozpoczął współpracę z najważniejszymi ośrodkami muzycznymi w Polsce. W 1996 został pierwszym gościnnym dyrygentem Polskiej Filharmonii Bałtyckiej w Gdańsku, gdzie dyrygował m.in. cyklem symfonii Beethovena oraz - podczas obchodów 1000-lecia miasta – Pasją wg św. Łukasza Pendereckiego. W 1997 objął dyrekcję artystyczną Opery Krakowskiej, stając się również jej pierwszym dyrygentem. Od początku 2004 do maja 2013 był stałym dyrygentem Warszawskiej Opery Kameralnej. Współpracę z tą sceną rozpoczął, przygotowując muzycznie premierę Falstaffa Verdiego (2003). Z zespołem WOK odbył podróże do Francji, Hiszpanii i dwukrotnie do Japonii (2004, 2006). W Teatrze Wielkim – Operze Narodowej zadebiutował w lutym 2007, dyrygując operą Mozarta Don Giovanni. Od września 2008 do czerwca 2012 pełnił funkcję dyrektora artystycznego Polskiej Filharmonii Bałtyckiej im. Fryderyka Chopina w Gdańsku, gdzie wykonał m.in. wszystkie symfonie Gustava Mahlera. W sezonach 2013–2015 był pierwszym gościnnym dyrygentem w Filharmonii Łódzkiej im. Artura Rubinsteina.  Od września 2015 do czerwca 2020 był dyrektorem artystycznym Filharmonii Pomorskiej w Bydgoszczy. 6 października 2018 dyrygował prawykonaniem Lacrimosy nr 2 Krzysztofa Pendereckiego, jednego z ostatnich dzieł kompozytora.

## Działalność pedagogiczna
Od 2010 prowadził klasę dyrygentury w Akademii Muzycznej w Gdańsku. Prowadził kursy mistrzowskie na uczelniach muzycznych w Polsce i za granicą.
Postanowieniem Prezydenta Rzeczypospolitej Polskiej z dnia 20 grudnia 2021 otrzymał tytuł profesora sztuk muzycznych.

## Życie prywatne
Kai Bumann był zafascynowany historią i kulturą Polski. Oprócz działalności dyrygenckiej był wielkim humanistą. Przyjaźnił się z wieloma osobistościami polskiego życia kulturalnego. Najbardziej cenił sobie przyjaźń z Józefem Tischnerem. Mawiał często, że cisza to najpiękniejsza muzyka – dlatego schronienia szukał w cichej gorczańskiej wsi Łopuszna, a mieszkał niedaleko słynnej Tischnerówki. Za życia ks. Józefa Tischnera często szukał u niego porad. Później zawsze pilnował, by odwiedzić jego grób, a w Gdańsku organizował Dni Tischnerowskie.

## Śmierć
Zmarł 2 czerwca 2022 na zawał serca w nowotarskim szpitalu. Został pochowany 7 czerwca 2022 zgodnie ze swoją wolą na cmentarzu w Łopusznej.

## Nagrody i odznaczenia
- II nagroda w Międzynarodowym Konkursie Dyrygenckim w Genewie (1994)
- Medal św. Wojciecha (2011)[21]
- Brązowy Medal „Zasłużony Kulturze Gloria Artis” (5 listopada 2014)[22]